# José Pamplona Lecuanda
José Pamplona Lecuanda   (San Luis Potosí, 6 de febrer de 1911) fou un jugador de bàsquet mexicà que va competir durant la dècada de 1930.
El 1936 va prendre part en els Jocs Olímpics de Berlín, on guanyà la medalla de bronze en la competició de bàsquet.